# Jean Nachand
Jean Nachand (née le 6 juin 1955 à Santa Monica) est une joueuse de tennis professionnelle américaine des années 1970 et 1980.
Elle a remporté un tournoi WTA en double pendant sa carrière.

## Palmarès

### Titre en simple dames
Aucun

### Finale en simple dames
Aucune

### Titre en double dames
| No | Date       | Nom et lieu du tournoi | Catégorie | Dotation | Surface      | Partenaire    | Finalistes                     | Score    |          |
| -- | ---------- | ---------------------- | --------- | -------- | ------------ | ------------- | ------------------------------ | -------- | -------- |
| 1  | 13/10/1980 | Borden Classic Nagoya  |           | 50 000 $ | Terre (ext.) | Lindsay Morse | Nerida Gregory Marie Neumanova | 6-3, 6-1 | Parcours |

### Finale en double dames
Aucune

## Parcours en Grand Chelem

### En simple
N'a jamais participé à un tableau final.

### En double dames
| Année | Open d'Australie (janvier) | Open d'Australie (janvier) | Internationaux de France | Internationaux de France | Wimbledon                    | Wimbledon                 | US Open                       | US Open                   | Open d'Australie (décembre) | Open d'Australie (décembre) |
| ----- | -------------------------- | -------------------------- | ------------------------ | ------------------------ | ---------------------------- | ------------------------- | ----------------------------- | ------------------------- | --------------------------- | --------------------------- |
| 1976  | -                          | -                          | -                        | -                        | -                            | -                         | 2e tour (1/16) B. Buckley     | Linky Boshoff Ilana Kloss | n/a                         | n/a                         |
| 1978  | n/a                        | n/a                        | -                        | -                        | 2e tour (1/16) Nancy Yeargin | Ilana Kloss Marise Kruger | -                             | -                         | -                           | -                           |
| 1979  | n/a                        | n/a                        | -                        | -                        | -                            | -                         | 1er tour (1/32) Judy Connor   | K. Horvath S. Mascarin    | -                           | -                           |
| 1980  | n/a                        | n/a                        | -                        | -                        | -                            | -                         | -                             | -                         | 1er tour (1/16) Jane Preyer | Helen Gourlay Kym Ruddell   |
| 1981  | n/a                        | n/a                        | -                        | -                        | -                            | -                         | 1er tour (1/32) Pam Whytcross | S. Mascarin Anne White    | -                           | -                           |

Sous le résultat, la partenaire ; à droite, l’ultime équipe adverse.

### En double mixte
| Année | Open d'Australie (janvier), | Open d'Australie (janvier), | Internationaux de France | Internationaux de France | Wimbledon | Wimbledon | US Open                    | US Open               | Open d'Australie (décembre), | Open d'Australie (décembre), |
| 1978  | n/a                         | n/a                         | -                        | -                        | -         | -         | 2e tour (1/16) Sashi Menon | K. Kemmer Butch Walts | n/a                          | n/a                          |

Sous le résultat, le partenaire ; à droite, l’ultime équipe adverse.